# Haydn (cratère)
Pour les articles homonymes, voir Haydn (homonymie).
Haydn est un cratère d'impact présent sur la surface de Mercure. 
Le cratère fut ainsi nommé par l'Union astronomique internationale en 1976 en hommage au compositeur autrichien Joseph Haydn. 
Son diamètre est de 251 km. Il se situe dans le quadrangle de Discovery (quadrangle H-11) de Mercure.